# Vítězslava Baborová
Vítězslava Baborová (* 6. září 1954) je učitelkou a regionálním politikem, je členkou Komunistické strany Čech a Moravy.
Ve volbách do krajského zastupitelstva v říjnu 2012 byla zvolena zastupitelem a na základě koaliční dohody mezi ČSSD a KSČM byla od listopadu 2012 radní Jihočeského kraje pro oblast školství. Její jmenování do funkce bylo spojeno s řadou protestních akcí. V důsledku nátlakových akcí studentstva se v lednu 2013 rozhodla rezignovat na post krajské radní pro oblast školství. Ve funkci ji nahradil stranický kolega Tomeš Vytiska, ostrý kritik krajské reformy školství.
Ve volbách do Senátu PČR v roce 2014 kandidovala za KSČM v obvodu č. 12 – Strakonice. Se ziskem 12,95 % hlasů skončila na 5. místě a nepostoupila tak ani do druhého kola. Ve volbách v roce 2016 obhajovala za KSČM mandát zastupitelky Jihočeského kraje, ale neuspěla.